# Amin Hayai

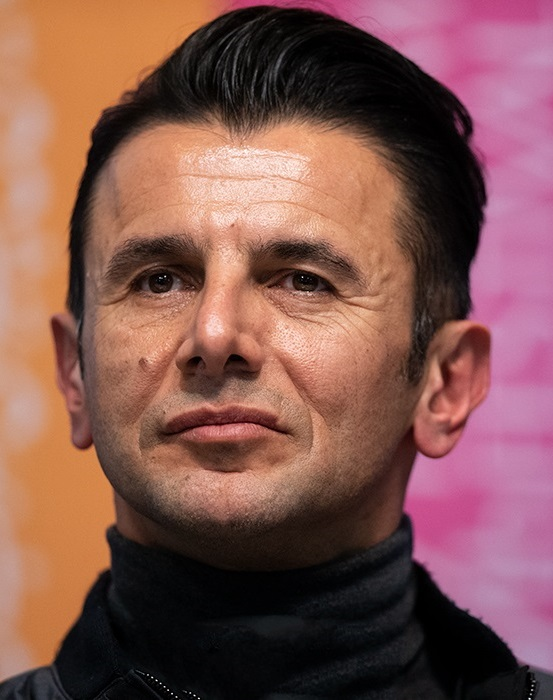
Amin Hayai (2019)

Amin Hayai (* 9. Juni 1970 in Teheran) ist ein iranischer Schauspieler. Er arbeitet auch als Regisseur und Sänger.

## Leben
Hayai absolvierte eine Ausbildung, die er als Diplom-Informatiker abschloss. Im Jahr 1991 startete er seine Karriere als Schauspieler im Theater mit dem Stück The Wife von Asghar Hashemi. Im selben Jahr betätigte er sich in einem Kinderheim als Theaterregisseur, wo sich auch die iranische Schauspielerin Soraya Ghasemi engagierte. Mit seiner Rolle in dem Film Eve’s Red Apple im Jahr 1998 machte er auf sich aufmerksam. Auch mit seiner Verkörperung eines schlechten Charakters in The Intruder von 2002 unterstrich er sein schauspielerisches Können. 2002 spielte er in sechs Filmen mit und war außerdem am Theater in Teheran zu sehen. In dem 2012 erschienenen Film The Golden Collars spielte er an der Seite seiner Frau.
Der Schauspieler ist mit seiner persischen Schauspielkollegin Niloofar Khoshkholgh verheiratet.

## Filmografie
- 1991: Do Hamsafar
- 1992: Do rooye Sekke
- 1995: Supporter
- 1997: Ethereal
- 1998: Eve’s Red Apple
- 1999: Apartment (Fernsehserie)
- 2000: Leaning on the Wind
- 2001: Dasthaye Allodeh
- 2002: Persian Girl
- 2002: Moni and Neda
- 2002: The Intruder
- 2003: Coma
- 2003: Mother’s Guests
- 2003: Horney Dog
- 2004: The Flee Bride
- 2004: Sharlatan
- 2005: Wedding Dinner
- 2005: Aquarium
- 2005: Unerwünschte Frau
- 2006: The Trap
- 2006: Guest
- 2006: Becoming A Star
- 2007: Neghab
- 2007: Ekhrajiha
- 2008: Zanha Fereshte And
- 2008: Dayere Zangi
- 2009: Ekhrajiha 2
- 2010: Poopak va mash mashalah
- 2011: Sakhteh Iran (Fernseh-Comedy-Serie)
- 2011: Okhtapus
- 2011: Six and Five
- 2012: Octopus 1: White forehead (Musical)
- 2012: Golden Cage
- 2012: The Golden Collars